# (6794) Masuisakura
(6794) Masuisakura est un astéroïde de la ceinture principale.

## Description
(6794) Masuisakura est un astéroïde de la ceinture principale. Il fut découvert le 26 février 1992 à Dynic par Atsushi Sugie. Il présente une orbite caractérisée par un demi-grand axe de 3,08 UA, une excentricité de 0,21 et une inclinaison de 16,3° par rapport à l'écliptique.

## Compléments